# Genlisea africana
Genlisea africana là một loài thực vật ăn thịt thuộc chi Genlisea. Đây là loài bản địa của Zimbabwe. Loài này được nhà thực vật học Daniel Oliver mô tả đầu tiên năm 1865.